# Glanz (Gemeinde Gurk)

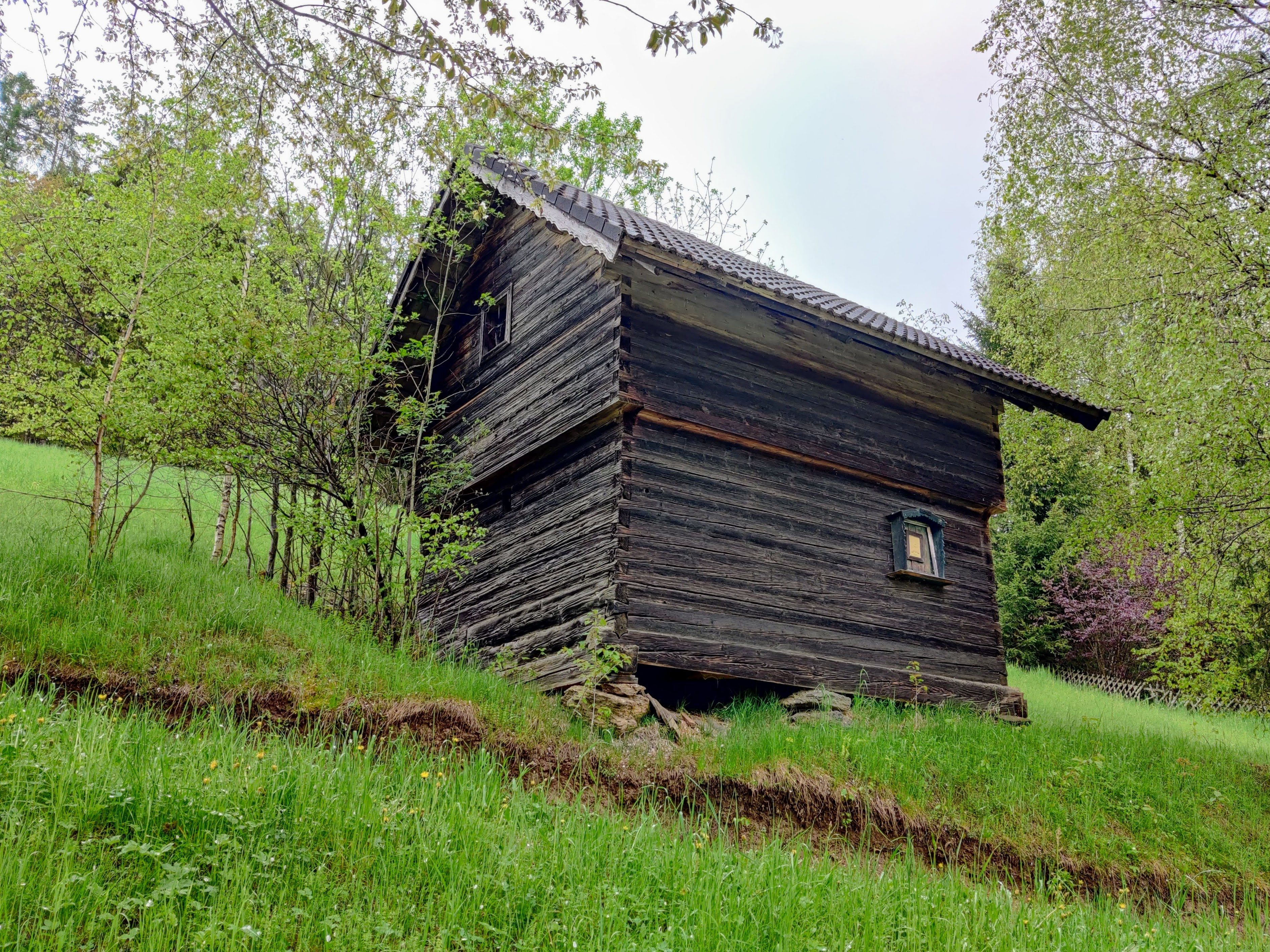
Getreidespeicher in Glanz

Glanz ist eine Ortschaft in der Gemeinde Gurk im Bezirk Sankt Veit an der Glan in Kärnten (Österreich). Die Ortschaft hat 0 Einwohner (Stand 1. Jänner 2024). Sie liegt auf dem Gebiet der Katastralgemeinde Pisweg.

## Lage
Die Ortschaft liegt in den Wimitzer Bergen, weniger als 1 km nordöstlich des Pfarrorts Pisweg, etwa in der Mitte zwischen dem Gurktal im Norden und dem Wimitztal im Süden.

## Geschichte
Der Ort wurde 1309 als Glancz erwähnt. Der Ortsname leitet sich vom slowenischen klanec ab, was steiler Hohlweg bedeutet. Bei Gründung der Ortsgemeinden Mitte des 19. Jahrhunderts kam Glanz an die Gemeinde Pisweg. Seit 1973 gehört der Ort zur Gemeinde Gurk.

## Bevölkerungsentwicklung
Für die Ortschaft ermittelte man folgende Einwohnerzahlen:
- 1869: 4 Häuser, 34 Einwohner[3]
- 1880: 3 Häuser, 23 Einwohner[4]
- 1890: 4 Häuser, 27 Einwohner[5]
- 1900: 3 Häuser, 24 Einwohner[6]
- 1910: 2 Häuser, 9 Einwohner[7]
- 1923: 1 Haus, 6 Einwohner[8]
- 1934: 1 Einwohner[9]
- 1961: 1 Haus, 0 Einwohner[10]
- 2001: 1 Gebäude (davon 0 mit Hauptwohnsitz) mit 0 Wohnungen; 0 Einwohner und 0 Nebenwohnsitzfälle; 0 Haushalte; 0 Arbeitsstätten, 0 land- und forstwirtschaftliche Betriebe[11]
- 2011: 1 Gebäude, 0 Einwohner, 0 Haushalte, 0 Arbeitsstätten[12]
- 2021: 1 Gebäude, 0 Einwohner, 0 Haushalte, 0 Arbeitsstätten[13]